# Aortalna stenoza
Aortna stenoza (AS) je suženje aortnog zaliska koje opstruira protok krvi iz lijeve klijetke u uzlaznu aortu tijekom sistole. Uzroci su kongenitalna bikuspidna valvula, idiopatska degenerativna skleroza s kalcifikacijama te reumatska groznica. 
Progresivna neliječena AS u konačnici dovodi do klasičnog trijasa: sinkopa, angina i zaduha u naporu; također su moguće aritmije i zatajivanje srca. Karakteristični nalazi su mala amplituda i kasni porast amplitude karotidnog pulsa te ejekcijski krešendo–dekrešendo šum.
Dijagnoza se postavlja fizikalnim pregledom te ehokardiografijom.
Asimptomatsku AS često se ne treba liječiti. U slučaju progresivne teške ili simptomatske AS u djece, vrši se balonska valvulotomija dok u odraslih dolazi u obzir zamjena aortnog zaliska.